# Onyeka Onwenu

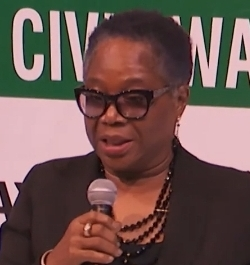
Onyeka Onwenu

Onyeka Onwenu (auch: Elegant Stallion, * 31. Januar 1952; † 30. Juli 2024) war eine nigerianische Sängerin, Songwriterin, Schauspielerin, Journalistin und Aktivistin. Sie war Vorsitzende des Imo State Council for Arts and Culture und während der Herrschaft des Präsidenten Goodluck Jonathan im Jahr 2013 auch Geschäftsführerin des National Center for Women Development. Sie wird als Vorbild für ein christliches Leben dargestellt.
Sie hatte einen Bachelor-Abschluss in Internationale Beziehungen und Kommunikation vom Wellesley College, Massachusetts, USA, und einen Master-Abschluss in Medienwissenschaften von der New School for Social Research, New York, USA. Sie arbeitete als Radiojournalistin in Lagos, Nigeria und als Entertainerin, und spielte auch in einigen Filmen mit.
Ein Höhepunkt ihrer musikalischen Karriere war das Album One Love (1986). In den 90er Jahren wechselte sie von säkularer zur Gospelmusik. Viele ihrer Songs behandelten gesellschaftliche Themen wie Familienplanung oder die Einstellung der Menschen zur Gesellschaft.
Am 30. Juli 2024 starb Onwenu nach einem Bühnenauftritt im Alter von 72 Jahren.
Onwenu wurde von Isaiah Ogedegbe in einer Hommage als die vielseitige Königin des afrikanischen Pops beschrieben, wobei ihr Tod als kolossaler Verlust bezeichnet wurde.